# Jorunna
Genre
Jorunna est un genre de mollusques nudibranches de la famille des Discodorididae.
L'espèce Jorunna parva (Baba, 1938) est appelée « lapin de mer »

## Description
Ce sont de gros nudibranches doridiens, qui peuvent approcher les 20 cm de longueur. Ils sont équipés d'un panache branchial érigé en position antéro-dorsale, et de rhinophores lamellés bien visible au-dessus de la tête. 

## Liste des espèces
Selon World Register of Marine Species (20 mars 2014) :
- Jorunna alisonae Ev. Marcus, 1976
- Jorunna atypha Bergh, 1881
- Jorunna evansi (Eliot, 1906)
- Jorunna funebris (Kelaart, 1859)
- Jorunna ghanensis Edmunds, 2011
- Jorunna glandulosa Edmunds, 2011
- Jorunna hartleyi (Burn, 1958)
- Jorunna labialis (Eliot, 1908)
- Jorunna lemchei Ev. Marcus, 1976
- Jorunna luisae Ev. Marcus, 1976
- Jorunna maima (Bergh, 1878)
- Jorunna onubensis Cervera, Garcia-Gomez & Garcia, 1986
- Jorunna osae Camacho-Garcia & Gosliner, 2008
- Jorunna pantherina (Angas, 1864)
- Jorunna pardus Behrens & Henderson, 1981
- Jorunna parva (Baba, 1938)
- Jorunna ramicola M. C. Miller, 1996
- Jorunna rubescens (Bergh, 1876)
- Jorunna spazzola (Er. Marcus, 1955)
- Jorunna tempisquensis Camacho-Garcia & Gosliner, 2008
- Jorunna tomentosa (Cuvier, 1804)

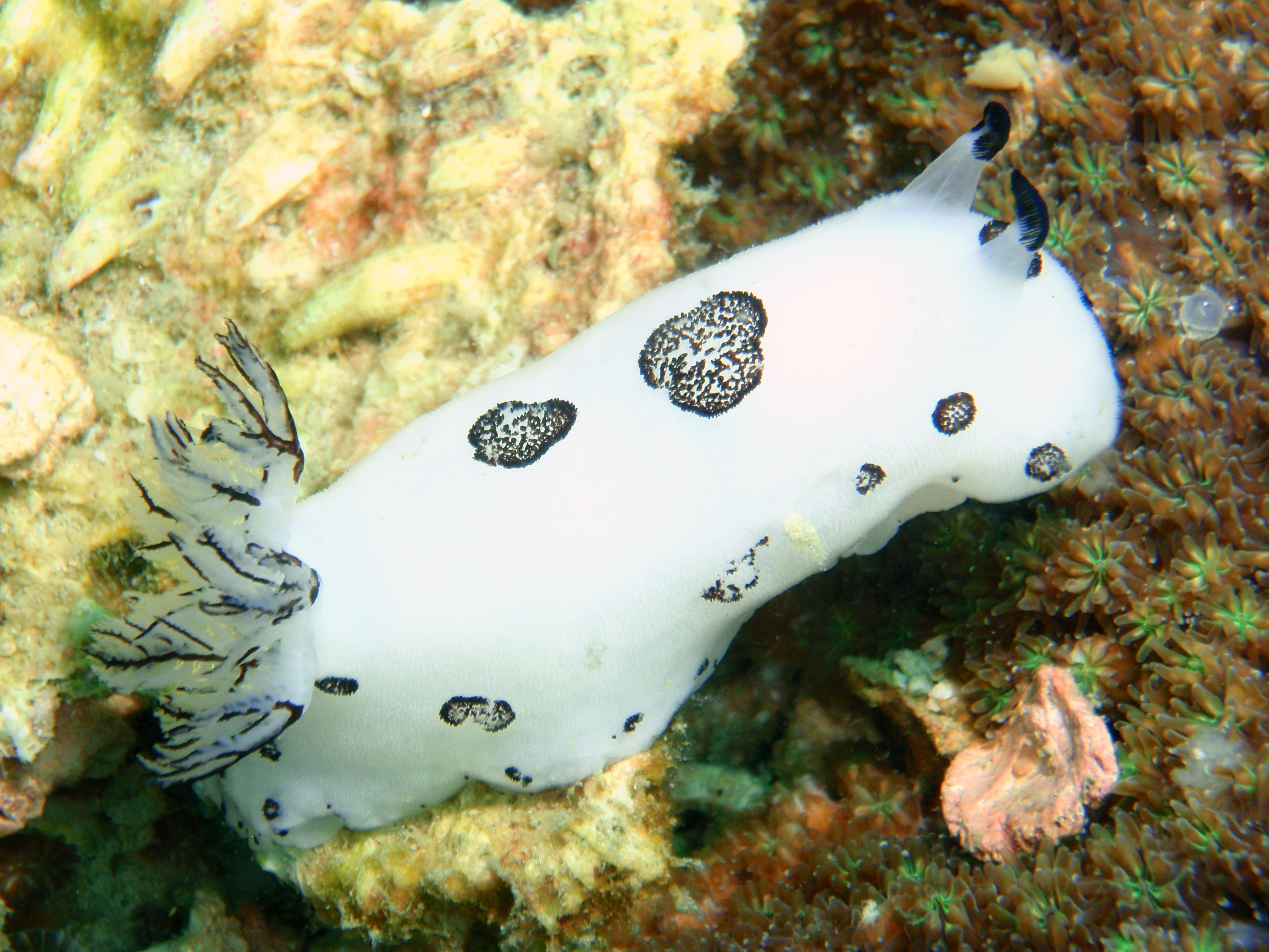
Jorunna funebris
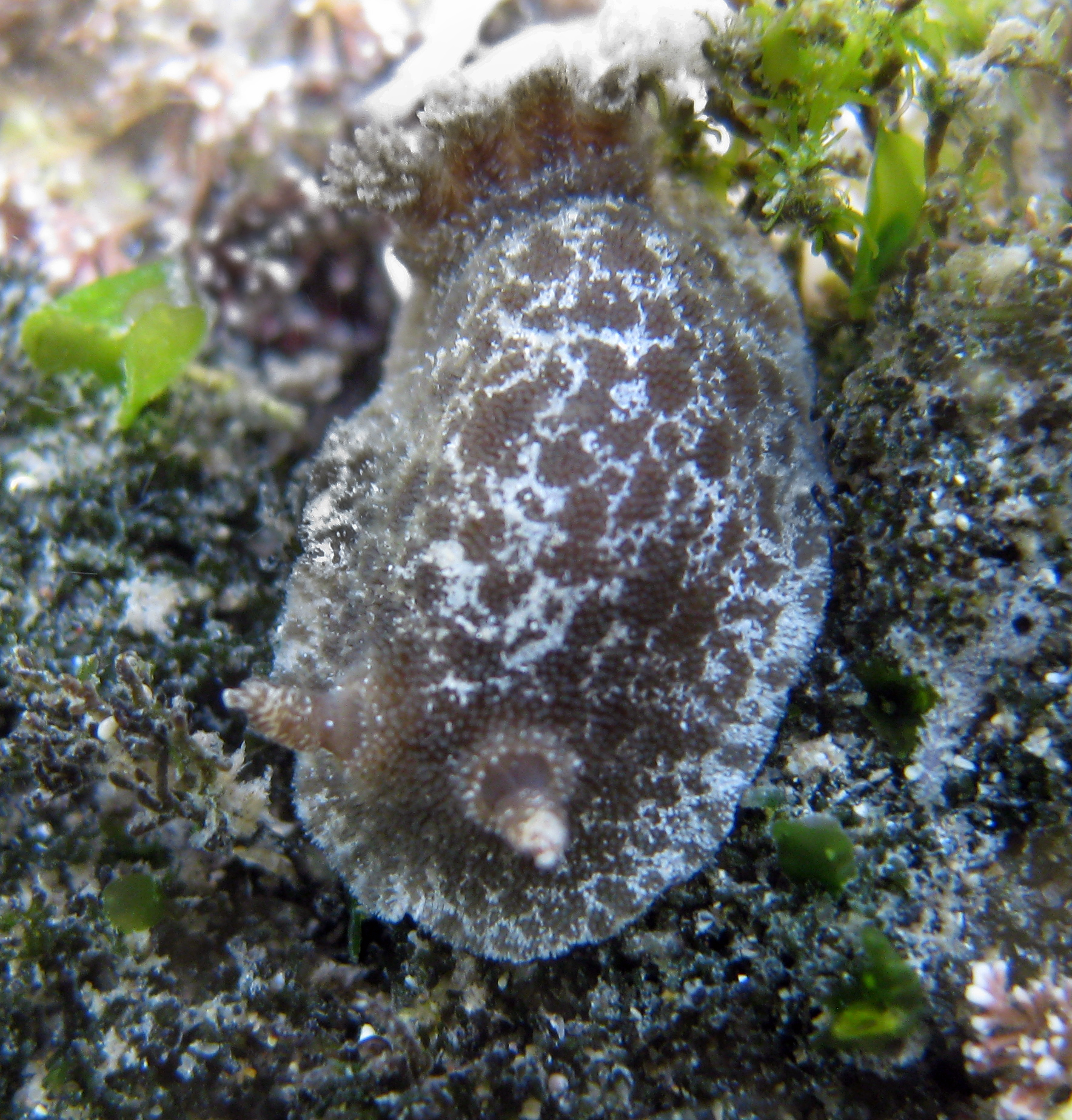
Jorunna pantherina
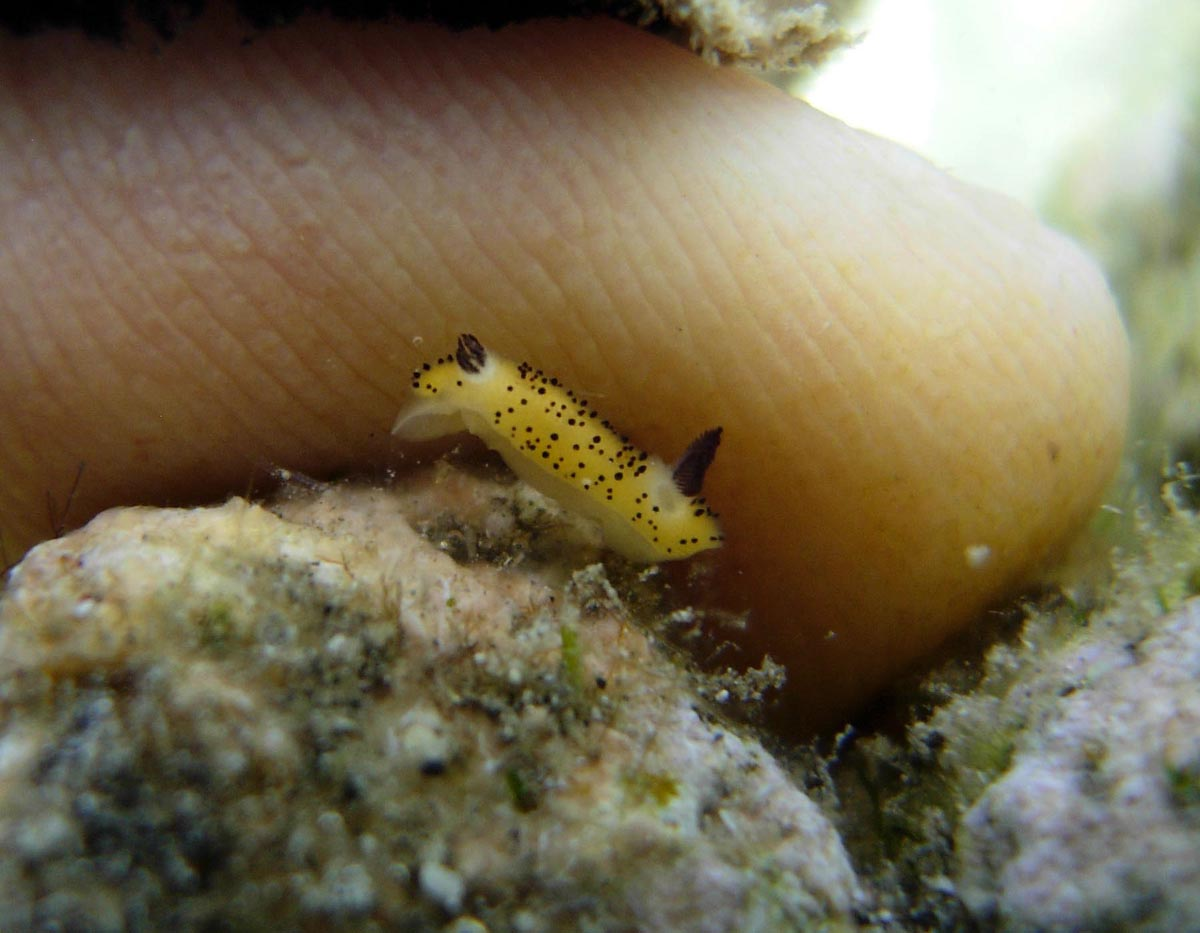
Jorunna parva
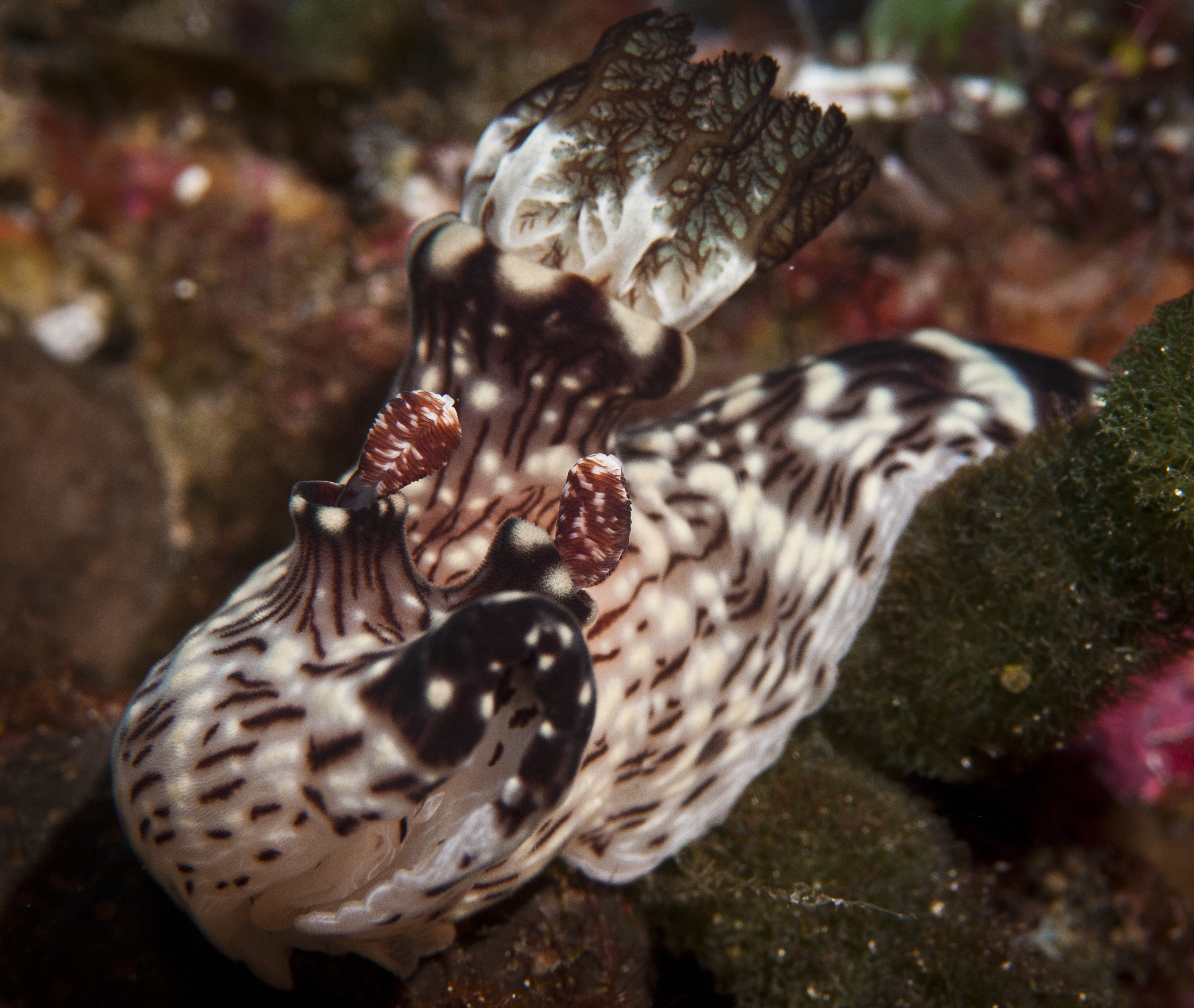
Jorunna rubescens
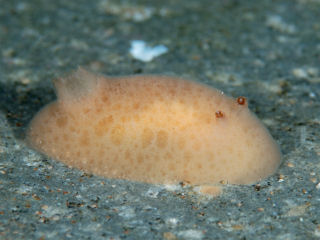
Jorunna tomentosa
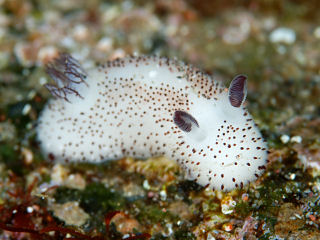
Jorunna parva